# Andreas Schmied
Andreas Schmied (* 1976 in der Steiermark) ist ein österreichischer Filmregisseur, Filmproduzent und Drehbuchautor.

## Leben
Andreas Schmied studierte Anglistik und Germanistik in Graz. Während des Studiums führte er Regie an Off-Theatern und war als Filmeditor und Aufnahmeleiter tätig. 1997 gründete er die Filmschmiede, mit der er Image- und Musikvideos produzierte. 2001 erfolgte die Gründung der Sofa Safari TV Produktion in Wien, mit der er Promotionvideos und TV-Shows produzierte.
Sein Langspielfilmdebüt Die Werkstürmer (2013) mit Michael Ostrowski und Hilde Dalik in den Hauptrollen, bei dem er Regie führte und zu dem er das Drehbuch schrieb, wurde am Austin Film Festival 2014 mit dem Publikumspreis in der Kategorie bester fremdsprachiger Film ausgezeichnet. Schmied war außerdem für das Drehbuch für den Thomas-Pluch-Drehbuchpreis nominiert.
Im Frühjahr 2017 drehte er für den ORF mit Harri Pinter, Drecksau mit Juergen Maurer in der Titelrolle seinen ersten Film aus der Reihe Stadtkomödie. 2017 gründete er gemeinsam mit Loredana Rehekampff die Samsara Filmproduktion GmbH. Im Sommer 2018 führte er bei der Filmkomödie Love Machine mit Thomas Stipsits, Julia Edtmeier und Claudia Kottal in den Hauptrollen Regie, im Herbst 2018 setzte er mit Curling für Eisenstadt für den ORF seine zweite Stadtkomödie in Szene. 2019 inszenierte er die Filmkomödie  Hals über Kopf mit Miriam Fussenegger und Otto Jaus in den Hauptrollen. Im Rahmen der Verleihung des Österreichischen Filmpreises 2020 wurde Andreas Schmied gemeinsam mit Produktion und Verleih für Love Machine als publikumsstärkster Kinofilm ausgezeichnet. Außerdem erhielt Love Machine bei der Romyverleihung 2019 den Preis für den Besten Film. Im Sommer 2021 entstand unter seiner Regie die Fortsetzung Love Machine 2.
Davor drehte er den bei Zurich Film Festival uraufgeführten Kinospielfilm Klammer – Chasing the Line über den Abfahrtsläufer Franz Klammer, den Andreas Schmied mit seiner Firma Samsara Film koproduzierte und zu dem er gemeinsam mit seiner Ehefrau Elisabeth Schmied das Drehbuch schrieb.
Gemeinsam mit seiner Firmenpartnerin Loredana Rehekampff produzierte er den Science-Fiction-Film Rubikon. 2022 drehte Andreas die ORF/ARD-Produktion Heribert, zu der er gemeinsam mit seiner Frau auch das Drehbuch schrieb. Die Premiere des Films fand im Rahmen des Filmfestivals Kitzbühel 2022 statt. Im selben Jahr drehte er die Filmkomödie Pulled Pork mit Paul Pizzera, Otto Jaus, Valerie Huber und Elisabeth Kanettis. Der Film wurde mit dem Austrian Ticket 2023 ausgezeichnet.
2023 war Andreas Schmied Showrunner für die erste in Österreich gedrehte Amazon Prime Video Serie Mandy und die Mächte des Bösen. Er führte außerdem bei den ersten vier Folgen Regie, war Kodrehbuchautor und Koproduzent. Danach koproduzierte er den internationalen Film Never Alone von Regisseurs Klaus Härö. 2025 setzte Schmied das Pulled Pork Film Franchise mit dem Kinofilm Neo Nuggets fort, in dem neben Paul Pizzera und Otto Jaus auch Silvia Schneider, Benno Fürmann und Gizem Emre mitspielen.
Er lebt mit seiner Frau Elisabeth Schmied und ihrem gemeinsamen Sohn in Wien.

## Filmografie (Auswahl)
- 2013: Die Werkstürmer (Buch und Regie)
- 2017: Stadtkomödie – Harri Pinter, Drecksau (Regie)
- 2019: Love Machine (Regie)
- 2019: Stadtkomödie – Curling für Eisenstadt (Regie)
- 2021: Klammer – Chasing the Line (Buch, Regie und Produktion)
- 2022: Rubikon (Produktion)
- 2022: Love Machine 2 (Regie)
- 2023: Stadtkomödie – Heribert (Buch und Regie)
- 2023: Hals über Kopf (Buch und Regie)
- 2023: Pulled Pork (Buch, Regie und Produktion)
- 2023: Mandy und die Mächte des Bösen (Fernsehserie; Showrunner, Regie, Buch und Produktion)
- 2024: Never Alone (Produktion)

## Auszeichnungen und Nominierungen
- 2014: Austin Film Festival – Audience Award for Best Foreign Film für Die Werkstürmer[1]
- 2014: Thomas-Pluch-Drehbuchpreis – Nominierung für Die Werkstürmer[3]
- 2020: Österreichischer Filmpreis 2020: Auszeichnung in der Kategorie Publikumsstärkster Film für Love Machine[16]
- 2022: Romyverleihung 2022 – Auszeichnung in der Kategorie Bester Film TV/Stream für Klammer – Chasing the Line[17]
- 2022: Filmfestival Kitzbühel – Auszeichnung in der Kategorie Bester Film für Rubikon[18]
- 2023: Diagonale – Diagonale-Preis der VAM für herausragende Produktionsleistungen für Rubikon[19]
- 2023: Romyverleihung 2023 – Nominierung in der Kategorie Beste Produktion für Rubikon[20]